# Andrzej Cieński
Andrzej Cieński (ur. 27 listopada 1931 we Lwowie, zm. 11 grudnia 2019) – polski literaturoznawca i bibliolog, prof. dr hab. Ojciec profesora Marcina Cieńskiego

## Życiorys
Studiował na Uniwersytecie Wrocławskim. Obronił pracę doktorską, następnie habilitował się na podstawie dorobku naukowego i pracy. W 1989 nadano mu tytuł profesora w zakresie nauk humanistycznych. Pracował na Wydziale Filologii Polskiej Akademii Humanistycznej im. Aleksandra Gieysztora w Pułtusku.
Objął funkcję profesora w Instytucie Filologii Polskiej na Wydziale Filologicznym Uniwersytetu Opolskiego, oraz w Instytucie Informacji Naukowej i Bibliotekoznawstwa na Wydziale Filologicznym Uniwersytetu Wrocławskiego.
Zmarł 11 grudnia 2019. 